# Jadwiga Szymak-Reiferowa
Jadwiga Szymak-Reiferowa, właśc. Szymak-Reifer; ros. Ядвига Шимак-Рейфер lub Шимак-Рейферова (ur. 2 maja 1931 w Pabianicach, zm. 19 stycznia 2022 w Głogoczowie) – historyk literatury rosyjskiej, translatolog, tłumacz. Emerytowany docent Katedry Literatury Rosyjskiej XX i XXI wieku Instytutu Filologii Wschodniosłowiańskiej Uniwersytetu Jagiellońskiego oraz emerytowany profesor Wyższej Szkoły Lingwistycznej w Częstochowie; członek honorowy Komisji Słowianoznawstwa krakowskiego Oddziału PAN. W latach 1972–77 oraz 1979–1981 wicedyrektor Instytutu Filologii Rosyjskiej UJ. 

## Życiorys naukowy
Po ukończeniu gimnazjum im. Królowej Jadwigi w Pabianicach podjęła studia w Katedrze Filologii Rosyjskiej UJ (1951–1955), gdzie obroniła pracę magisterską o prozie Leonida Andriejewa. Pracę w macierzystej Katedrze rozpoczęła w 1953 roku na stanowisku zastępcy asystenta. W roku 1964 obroniła rozprawę doktorską, poświęconą rosyjskiemu konstruktywizmowi literackiemu i wczesnej twórczości Ilji Sielwinskiego, przygotowaną pod opieką promotorską prof. Wiktora Jakubowskiego. Habilitację na podstawie dysertacji o poezji Josifa Brodskiego uzyskała na Uniwersytecie Śląskim w roku 2000. Mieszkała w Krakowie, w Domu Profesorów UJ przy al. Słowackiego 15; ostatnie lata życia spędziła w Domu Seniora „Na Wzgórzu” w Głogoczowie. Pochowana wraz z mężem na Cmentarzu Rakowickim (Cmentarz wojskowy przy ul. Prandoty w Krakowie).

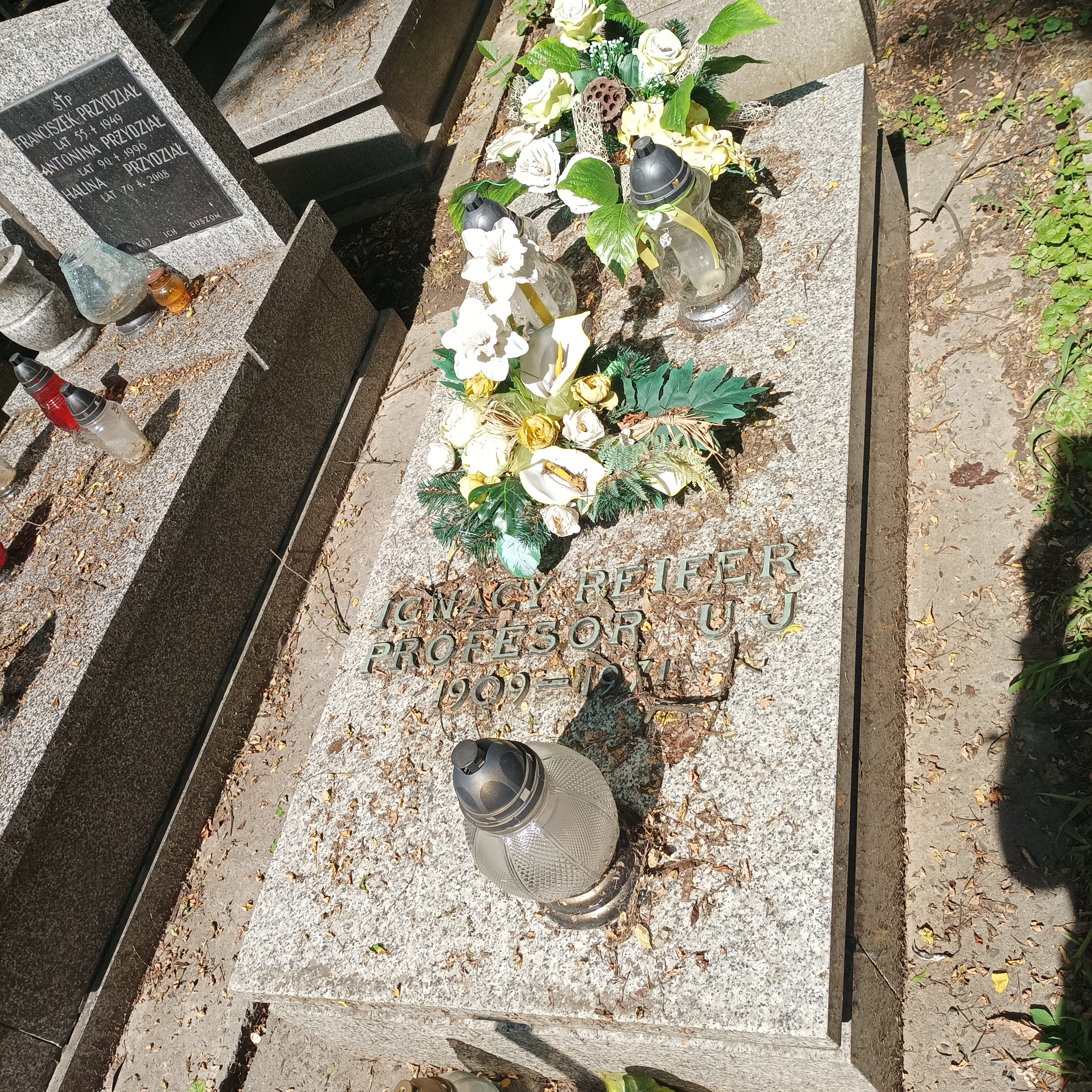
Grób Ignacego i Jadwigi Reiferów na cmentarzu wojskowym przy ul. Prandoty w Krakowie

Główne obszary jej badań to historia oraz poetyka rosyjskiej poezji i prozy XX–XXI wieku, m.in. twórczość Anny Achmatowej, Andrieja Biełego, Aleksandra Błoka, Josifa Brodskiego, Mariny Cwietajewej, Lidii Czukowskiej, Leonida Dobyczina, Maksyma Gorkiego, Michaiła Kurajewa, Władimira Makanina, Bułata Okudżawy, Andrieja Płatonowa, Ilji Sielwinskiego, Iwana Szmielowa, Olega Zajączkowskiego, Zinowija Zinika. Jest autorką artykułów o problemach przekładu poezji rosyjskiej na język polski. W latach 1976–1982 w „Roczniku Literackim” publikowała coroczne przeglądy tłumaczeń literatury rosyjskiej w Polsce. Była promotorem ponad 170 prac magisterskich, a także 7 doktoratów: o prozie Fiodora Sołoguba, Mariny Cwietajewej, bohaterze powieści produkcyjnej lat 30., prozie rosyjskiej lat 60. XX w., akmeizmie, poezji Aleksandra Twardowskiego i Nikołaja Zabołockiego.

## Wybrane publikacje
Książki
- Twórczość Ilji Sielwinskiego na tle teorii konstruktywizmu (1915–1930), Wrocław–Warszawa: Zakład Narodowy im. Ossolińskich, 1965, 142 s. (seria: Prace Komisji Słowianoznawstwa Oddziału PAN w Krakowie, nr 8).
- Ćwiczenia z poetyki dla studentów filologii rosyjskiej, część 1–3 (wspólnie z Ryszardem Łużnym; 4 wydania w latach 1965–1977 na UJ i UŚ).
- Rosyjska powieść radziecka lat 1941–1965, Kraków: Państwowe Wydawnictwo Naukowe – Oddział, 1966, 33 s. (seria: Nauka dla Wszystkich, nr 25).
- Хрестоматия по русской советской литературе, oprac. Jadwiga Szymak, Warszawa: Państwowe Zakłady Wydawnictw Szkolnych, 1968, 327 s.
- К проблемам истории русской литературы ХХ века, сборник статей под ред. Ядвиги Шимак-Рейфер, Краков: Oficyna Cracovia, 1992, 73 s., ISBN 83-85104-46-1.
- Rosja za rogatkami stolic. Szkice o literaturze rosyjskiej lat 1905–1917, pod red. Jadwigi Szymak-Reiferowej, Kraków: Oficyna Cracovia, 1993, 123 s., ISBN 83-85104-54-2.
- Josif Brodski, Katowice: „Śląsk”, 1993, 120 s. (seria: Sylwetki Pisarzy XX Wieku), ISBN 83-85831-25-8.
- Czytając Brodskiego, Kraków: Wydawnictwo UJ, 1998, 246 s., ISBN 83-233-1147-1.

Opracowania tekstów
- Maria Wołkońska, Pamiętnik, Kraków: Wydawnictwo Literackie, 1974.
- Aleksandr Błok, Dzienniki. 1901–1921, Kraków: Wydawnictwo Literackie, 1974.
- Awdotia Panajewa, Wspomnienia, Kraków: Wydawnictwo Literackie, 1977.
- Anna Achmatowa, Poezje, Kraków: Wydawnictwo Literackie, wyd. I: 1981; wyd. II poszerzone: 1986.
- Bella Achmadulina, Wyjść na scenę, Kraków: Wydawnictwo Literackie, 1987.

Przekłady
- Mikołaj Michajłow, Spokój śni nam się tylko, Kraków: Wydawnictwo Literackie, 1970 (wspólnie z Ryszardem Nowakowskim).
- Jurij Trifonow, Niecierpliwość, Kraków: Wydawnictwo Literackie, 1981 (wspólnie z Ireneuszem Maślarzem).
- Wieniamin Kawierin, Skandalista, czyli Wieczory na Ostrowie Wasilewskim, Kraków – Wrocław: Wydawnictwo Literackie, 1985 (wspólnie z Ireneuszem Maślarzem).
- Andriej Płatonow, Czewengur, Białystok: Łuk 1996 (wspólnie z Ireneuszem Maślarzem).